# 長期停滯
在經濟學中，長期停滯（英語：。在這裡，secular不作“世俗”之意，而是來源於拉丁語的“saeculum”一詞，意為世紀或一生）是指市場經濟中經濟增長微不足道或沒有增長的情況。它暗示了基本動態的變化，這種變化只會在它自己的時間裡發生。 這個概念最初是由凱恩斯主義經濟學家阿爾文·漢森於 1938 年提出。據《經濟學人》報導，它被用來“描述他擔心的1930年代初期大蕭條之後美國經濟的命運：由於邊境關閉和移民崩潰而導致投資受阻，從而使經濟發展遭到抑制”。在自大蕭條以來的所有深度衰退之後，都發出了即將出現長期停滯的警告，但該假設仍然存在爭議。